# لویسپورت (کنتاکی)
لویسپورت (به انگلیسی: Lewisport) شهری در ایالت کنتاکی کشور ایالات متحده آمریکا است که جمعیت آن در سرشماری سال ۲۰۱۰ میلادی، ۱٬۶۷۰ نفر بوده‌است.